# Хецзо
Хецзо (кит. спр. 合作市, піньїнь: Hézuò Shì) — місто-повіт в північнокитайській провінції Ганьсу, адміністративний центр Ганьнань-Тибетської автономної префектури.

## Географія
Хецзо розташовується на півночі префектури у межах східної частини пасма Наньшань.

### Клімат
Місто знаходиться у зоні, котра характеризується континентальним субарктичним кліматом. Найтепліший місяць — липень із середньою температурою 12.8 °C (55 °F). Найхолодніший місяць — січень, із середньою температурою -8.3 °С (17 °F).
| Клімат Хецзо            | Клімат Хецзо | Клімат Хецзо | Клімат Хецзо | Клімат Хецзо | Клімат Хецзо | Клімат Хецзо | Клімат Хецзо | Клімат Хецзо | Клімат Хецзо | Клімат Хецзо | Клімат Хецзо | Клімат Хецзо | Клімат Хецзо |
| Показник                | Січ.         | Лют.         | Бер.         | Квіт.        | Трав.        | Черв.        | Лип.         | Серп.        | Вер.         | Жовт.        | Лист.        | Груд.        | Рік          |
| Середній максимум, °C   | 0            | 2            | 7            | 11           | 14           | 17           | 19           | 19           | 14           | 10           | 5            | 2            | 10           |
| Середня температура, °C | −8           | −5           | 0            | 4            | 8            | 10           | 13           | 12           | 9            | 4            | −1           | −6           | 3            |
| Середній мінімум, °C    | −18          | −14          | −8           | −2           | 1            | 4            | 7            | 6            | 3            | −2           | −9           | −16          | −4           |
| Норма опадів, мм        | 3            | 5            | 15           | 33           | 76           | 76           | 109          | 107          | 78           | 39           | 7            | 1            | 547          |
| ----------------------- | ------------ | ------------ | ------------ | ------------ | ------------ | ------------ | ------------ | ------------ | ------------ | ------------ | ------------ | ------------ | ------------ |
| Джерело: Weatherbase    |              |              |              |              |              |              |              |              |              |              |              |              |              |